# هنری بلاسام
هنری مارتین بلاسام جونیور (انگلیسی: Henry Martyn Blossom, Jr.؛ ‏ ۱۰ مهٔ ۱۸۶۶ – ۲۳ مارس ۱۹۱۹) رمان‌نویس، نمایشنامه‌نویس، ترانه‌سرا و نویسنده لیبرتوی اپرا و اپرت اهل ایالات متحده آمریکا بود. برخی نمایش نامه‌های او با موفقیت فراوانی در تئاتر برادوی مواجه شد. او همچنین با همکاری ویکتور هربرت چندین اپرت محبوب خلق کرد.
از فیلم‌هایی که وی در آن‌ها نقش داشته‌است، می‌توان به آسیاب سرخ اشاره نمود.